# Glenn B. Warren
Glenn Barton Warren (Rich Hill, 28 de fevereiro de 1898 – 11 de janeiro de 1979) foi um engenheiro mecânico e invertor estadunidense, vice-president e diretor geral da seção de turbinas da General Electric. Recebeu a Medalha ASME de 1951.
Recebeu a Medalha John Fritz de 1970.

## Publicações selecionadas
- Walter Edward Blowney, Glenn B. Warren. The Increase in Thermal Efficiency Due to Resuperheating in Steam Turbines. University of Wisconsin—Madison, 1924.
- Glenn B. Warren. Proposed Reciprocating Internal Combustion Engine with Constant Pressure Combustion: Combustion Chamber Separated from Cylinders (modified Brayton Cycle). Society of Automotive Engineers, 1969.
- Glenn B. Warren, Some factors influencing motorcar fuel consumption in service, 1965.

Patentes selecionadas
- Glenn B. Warren. "Patent US1631660 - Elastic-eltrid turbine," 1927.
- Glenn B. Warren and Arthur R. Smith, "Patent US2451261 - High and low pressure turbine rotor cooling," 1948.
- Glenn B. Warren. "US2552239 - Turbine rotor cooling arrangement," 1951.